# Mas-Thibert
Mas-Thibert est un quartier de 1 498 habitants rattaché à la commune d'Arles dans le département des Bouches-du-Rhône et la région Provence-Alpes-Côte d'Azur.

## Géographie
Situé à 18 km au sud d'Arles sur la route de Port-Saint-Louis-du-Rhône, le village est traversé par le canal d’Arles à Bouc et le canal du Vigueirat, à proximité du Rhône.

## Histoire
Mas-Thibert, Mansus Tiberti ou Tor d'Enseric ou Mas d'Arcier, était une station à l'époque romaine. Il existait une tour romaine dite Tour d'Enseric aujourd'hui disparue.
L'église actuelle a été bâtie sur l'emplacement de cette tour. C'était un signal placé sur le Canal des Fosses Mariennes construit en 103 avant Jésus-Christ dans les marais du Galéjon, de la Trincanière et l'Etang de Meyranne. Ce canal permettait aux galères romaines de remonter jusqu'à Arles. Son embouchure se trouvait entre Fos et le poste de douane de la Roque, près du Grau de Galéjon.
De nombreux étangs couvraient les terres en partant des Baux, passaient par Arles et aboutissaient à la mer. Marius, Général romain, n'avait eu qu'à faire draguer un chenal dans ces lagunes pour obtenir un canal facilement navigable. Les Marseillais élevèrent des tours le long du canal et sur les bords des Etangs pour indiquer la route (notamment la Tour d'Enseric à Mansus Tiberti). Les Marseillais avaient obtenu ce privilège en récompense des services qu'ils avaient rendu en approvisionnant l'armée de Marius. La navigation a duré plusieurs siècles, et sans doute jusqu'au IVe siècle de notre ère. Ce canal passait aux Entre-Deux et suivait à peu près le tracé actuel du canal du Vigueirat.
À l'époque romaine, il existait deux autres stations, l'une au Gallignan, l'autre à Mollegès. Près de cette ferme, lorsque les eaux du Rhône sont basses et limpides, on peut apercevoir des colonnes, des chapiteaux, des pierres d'appareils qui ont certainement appartenu à un temple placé sur les bords du fleuve. Si à la ferme de Mollegès, il n'y a pas de restes de ce temple disparu sous les eaux, nous trouvons à côté de l'ancienne église de Mas-Thibert, un chapiteau d'un mètre de haut, en marbre blanc, richement sculpté, qui sans doute, provient de ce temple.
Dans les années 1960, à la suite de la guerre d'Algérie, une communauté de harkis s’installait dans le village, sous la direction du bachagha Saïd Boualem (1906-1982), homme politique français.

### Les Hospitaliers
Une voie partait d'Arles, suivait le Rhône, passait au pied du temple de Mollegès à Mas-Thibert et aboutissait au temple de l'Ostium Métapinum, dernier repère de l'itinéraire maritime. Ce temple était situé sur l'emplacement d'une ancienne église dédiées à Saint-Trophime au Grand Peloux. Puis ce fut l'époque des Grandes invasions des Goths et des Sarrazins.
Mas-Thibert fut ensuite une ancienne propriété de l'ordre de Saint-Jean de Jérusalem.

## Vie locale

### Administration
Le village à une Mairie annexe d'Arles avec tous les services municipaux à disposition ainsi qu'un bureau de poste.

### Éducation
Les élèves de Mas-Thibert débutent leur étude au sein du hameau, au groupe scolaire Marinette Carletti, comportant école maternelle et élémentaire. En septembre 2011, l'école comptaient 50 élèves.

### Transports publics
Le village est desservi par les Bus du département (Cartreize) Ligne 021 Arles / Port-Saint-Louis-du-Rhone et le ramassage scolaire gratuit vers Arles pour les collégiens et les lycéens.

### Santé
Le village dispose d'un médecin généraliste et d’infirmières libérales à domicile.

## Économie

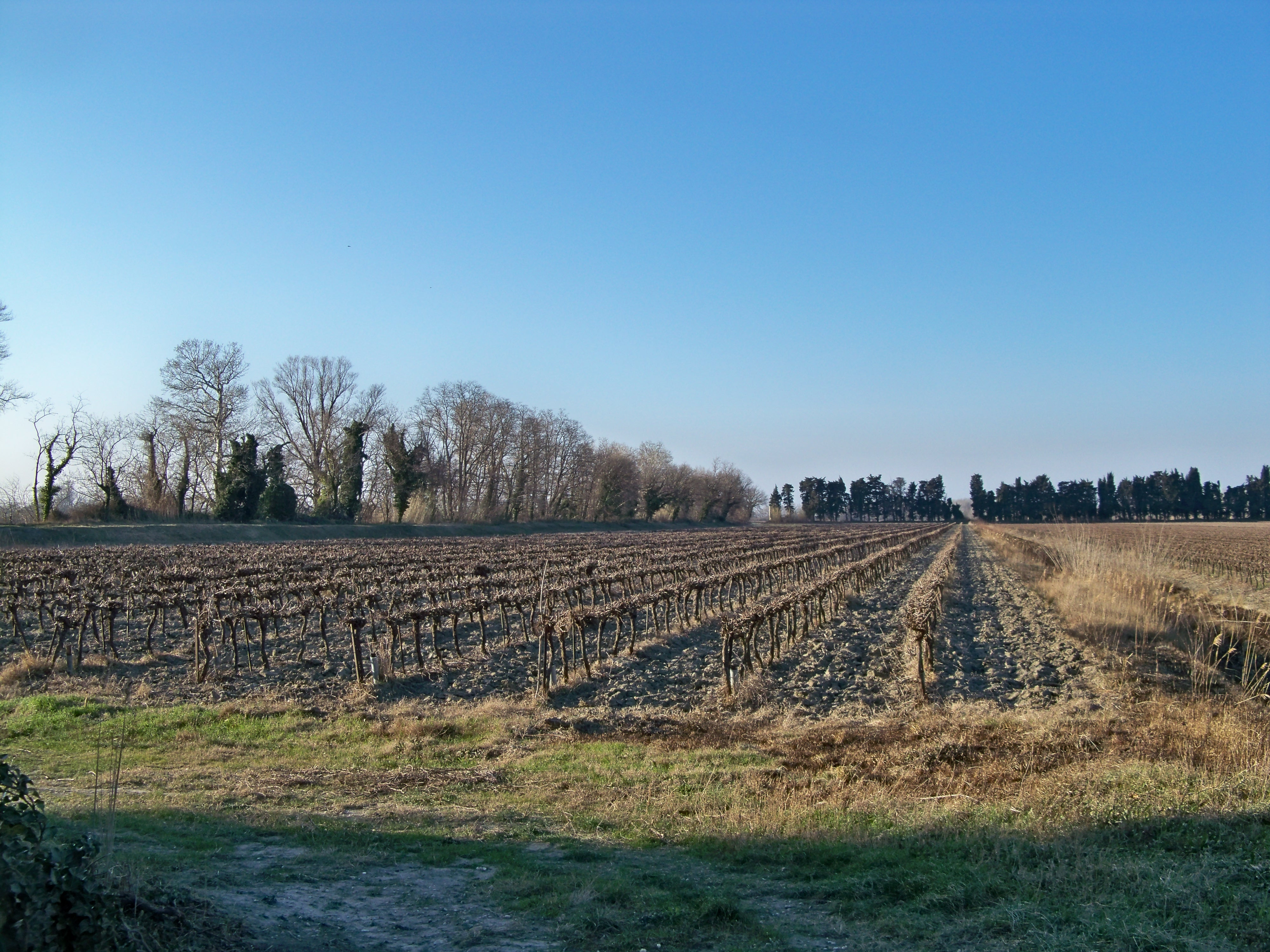
Vignes du domaine l'Isle-Saint-Pierre, à Mas-Thibert.

L'activité agricole du hameau est notamment tournée vers la viticulture, qui compte plusieurs domaines. Mas-Thibert est par ailleurs un important centre d’élevage de taureaux. Le Groupe F, société de spectacle pyrotechniques mondialement célèbre y est basée.

## Culture locale et patrimoine

### Monuments
L'église de Mas-Thibert est consacrée en 1857 sous le vocable de Saint-Honorat. Elle est l'œuvre de l'architecte aixois Henri Révoil. En 1995, un christ en bois du XIVe siècle y a été découvert. Il est exposé au musée Réattu, à Arles. Ce Christ témoigne d’une époque où piété et ferveur religieuse était vives. La crucifixion était un motif fréquent d’inspiration et mettait volontiers l’accent sur la souffrance et la douleur du supplicié et donc sa dimension humaine. Ainsi le Christ présente-t-il un visage émacié aux traits tirés, portant une couronne d’épines rappelant son martyre.
Une stèle se trouve au bord, et à l'est du CD 66, en partant du D24 (entre Mas Thibert et la N568) en direction de Raphèle-les-Arles. Sur la carte topographique IGN au 1.25000 du secteur, la stèle figure sous l'appellation de tombe. On peut y lire l'inscription « Ici est tombé le 5 avril 1940 au cours de son cinquante et unième vol d'essai, à partir du terrain d'Istres, l'avion prototype SE.100. A la mémoire de son équipage : Rouland Louis pilote, Vuagnoux André mécanicien. ». Le monument semble avoir été restauré.

### Patrimoine naturel
Le Conservatoire du littoral a aménagé à quelques kilomètres du village un ensemble d'espaces naturels riches en flore et en faune faisant partie de la Réserve naturelle nationale des marais du Vigueirat. Ce site est classé Réserve Naturelle Nationale, Zone Naturelle d’Intérêt Ecologique, Faunistique et Floristique, Zone d’Importance Communautaire pour la Conservation des Oiseaux en France, Site du réseau européen Natura 2000 : ZPS et ZSC, Zone humide d’importance internationale au titre de la convention de RAMSAR, Zone centrale de la Réserve de Biosphère de Camargue. Ce domaine est ouvert au public reçoit 30.000 visiteurs par an depuis 1996. Classée en 2011, elle occupe une surface de 919 hectares à la jonction du delta du Rhône et de la plaine steppique de la Crau, deux écosystèmes dont la majeure partie s'étire sur plus de 9 kilomètres du nord au sud pour une largeur maximale de 1,5 kilomètre. Le site fait partie de la zone centrale de la Réserve de biosphère de Camargue (programme MAB de l'Unesco). Les marais sont composés de sansouires, étangs, scirpaies et roselières, milieux naturels caractéristiques des écosystèmes et biocénoses du delta du Rhône. Ils abritent Plus de 300 espèces d’oiseaux d'eau et des 24 espèces de plantes endémiques et protégées.
Traversé par la Via Rhôna, la piste cyclable reliant les Alpes Suisses à la Méditerranée, le village de Mas-Thibert est la seule halte cycliste existante entre les villes d’Arles et de Port-Saint-Louis-du-Rhône. Un parking y est dédié aux voitures pour les personnes qui ne souhaitent effectuer qu’un tronçon de la Via Rhôna.
Depuis la Via Rhôna, il est possible d’emprunter une piste cyclable de 3,5 kilomètres, qui permet de rejoindre les Marais du Vigueirat à vélo.
Le village est également traversé par le canal d'Arles à Fos et le canal du Vigueirat ou la pêche aux carnassiers (brochets et sandres) ainsi que celle aux écrevisses y est largement pratiqué.

### Personnalités liées
- Pierre Boudin (1899-1988), dit Pouly, matador, résistant, conseiller municipal et maire d'Arles.
- Saïd Boualam (1906-1982), homme politique français.
- Aimé, Jean-Pierre et Michel Gallon, éleveurs de taureaux braves
- Christophe Berthonneau du Groupe F